# Буткус, Витаутас Ионович
Витаутас Ионович Буткус (20 декабря 1949, Каунас) — советский гребец, серебряный призёр Олимпийских игр 1976 года, серебряный призёр Европы в одиночках. Тренер по академической гребле.

## Биография
Выступал в одиночках, был чемпионом СССР и призёром чемпионата Европы.
На Олимпиаде 1976 года выиграл серебро в составе парной четверки (Евгений Дулеев, Юрий Якимов, Айвар Лаздениекс).